# فرانسوا كلوزيه
فرانسوا كلوزيه (بالفرنسية: François Cluzet)‏ هو ممثل مسرحي فرنسي، ولد يوم 21 سبتمبر 1955 في العاصمة الفرنسية باريس، من أهم أعماله المنبوذون .

## روابط خارجية
- فرانسوا كلوزيه على موقع IMDb (الإنجليزية)
- فرانسوا كلوزيه على موقع ميتاكريتيك (الإنجليزية)
- فرانسوا كلوزيه على موقع روتن توميتوز (الإنجليزية)
- فرانسوا كلوزيه على موقع مونزينجر (الألمانية)
- فرانسوا كلوزيه على موقع قاعدة بيانات الأفلام العربية
- فرانسوا كلوزيه على موقع قاعدة بيانات الأفلام العربية
- فرانسوا كلوزيه على موقع ألو سيني (الفرنسية)
- فرانسوا كلوزيه على موقع ميوزك برينز (الإنجليزية)
- فرانسوا كلوزيه على موقع أول موفي (الإنجليزية)
- فرانسوا كلوزيه على موقع قاعدة بيانات الأفلام السويدية (السويدية)